# الغواصة الألمانية يو-198
غواصة يو-198 غواصة يو بوت ألمانية من الفئة التاسعة دي2 بنيت لسلاح بحرية ألمانيا النازية كريغسمارينه، في أحواض بناء السفن والآلات الألمانية وإيه جي فيزر في بريمن خلال الحرب العالمية الثانية. أبحرت يو-198 في 20 أبريل 1944 وأغرقت سفينة الشحن جنوب إفريقيا التي تبلغ حمولتها 3300 طن، كولومبين، وسفينة الشحن البريطانية التي يبلغ وزنها 5،100 طن، وسفينة الشحن البريطانية Empire City يبلغ وزنها 7،300 طن، سفينة الشحن Empire Day البريطانية التي يبلغ وزنها 7،200 طن، قبل أن تغرق في المحيط الهندي في 12 أغسطس 1944 من قبل البحرية الملكية حول شاه والبيجوم.